# Харакірі (фільм, 1919)
«Харакірі» (нім. Harakiri) — німецький німий фільм-драма 1919 року, поставлений режисером Фріцом Лангом за п'єсою Девіда Беласко і Джона Лютера Лонга «Мадам Баттерфляй» (1898).

## Сюжет
Нагасакі, Японія, початок XX століття. За повелінням буддійського священика, донька одного з фаворитів японського імператора повинна стати служницею у храмі Будди. Її батько, даймьо Токуява, який щойно повернувся з Європи, де люди самі вирішують свою долю, не посмів наказувати доньці і надав їй право самій зробити вибір. Коли ця новина доходить до імператора, він посилає порушникові традицій меч, яким батько нещасної доньки на знак покірності імператорові, зобов'язаний вчинити харакірі…
Дівчина була вимушена пройти обряд посвячення для служби в храмі. Несподівана зустріч з офіцером з Європи, порушує рутинний плин її життя…

## У ролях
| Пауль Бінсфельдт  | - | даймьо Токуява |
| Ліль Даґовер      | - | О-Таке-сан     |
| Георг Джон        | - | буддист Монк   |
| Майнгарт Маур     | - | принц Матахарі |
| Рудольф Леттінгер | - | Каран          |
| Ернер Гебш        | - | Кін-Бе-Аракі   |
| Кете Джастер      | - | Ханаке         |

## Знімальна група
- Автор сценарію — Макс Юнґк, за п'єсою Девіда Беласко[en] і Джона Лютера Лонга[en] «Мадам Баттерфляй» (1898)
- Режисер-постановник — Фріц Ланг
- Продюсер — Еріх Поммер
- Оператор — Макс Фассбендер
- Художник-постановник — Гайнріх Умлауфф